# ウルガ (映画)
『ウルガ』（Урга）は、ニキータ・ミハルコフ監督による1991年のドラマ映画である。ロシア人のトラック運転手と内モンゴルのモンゴル人羊飼いの交友が描かれる。

## 受賞とノミネート
| 賞・映画祭                       | 部門         | 対象                 | 結果       |
| -------------------------------- | ------------ | -------------------- | ---------- |
| ヴェネツィア国際映画祭           | 金獅子賞     | ニキータ・ミハルコフ | 受賞       |
| アカデミー賞                     | 外国語映画賞 | 『ウルガ』           | ノミネート |
| ゴールデングローブ賞             | 外国語映画賞 | 『ウルガ』           | ノミネート |
| ヨーロッパ映画賞                 | 作品賞       | ミシェル・セイドゥー | 受賞       |
| セザール賞                       | 外国映画賞   | ニキータ・ミハルコフ | ノミネート |
| インディペンデント・スピリット賞 | 外国映画賞   | ニキータ・ミハルコフ | ノミネート |